# A Ngo, Đakrông
A Ngo là một xã thuộc huyện Đakrông, tỉnh Quảng Trị, Việt Nam.
Xã A Ngo có diện tích 48,09 km², dân số năm 2023 là 3668 người, mật độ dân số đạt 76,27 người/km².

## Hành chính
Xã A Ngo được chia thành 7 thôn: A Ngo, A La, Kỳ Neh, La Lay, A Rồng Dưới, A Đeng, A Rồng Trên.